# Pachybrachis
Pachybrachis är ett släkte av skalbaggar som beskrevs av Louis Alexandre Auguste Chevrolat 1837. Pachybrachis ingår i familjen bladbaggar.

## Bildgalleri

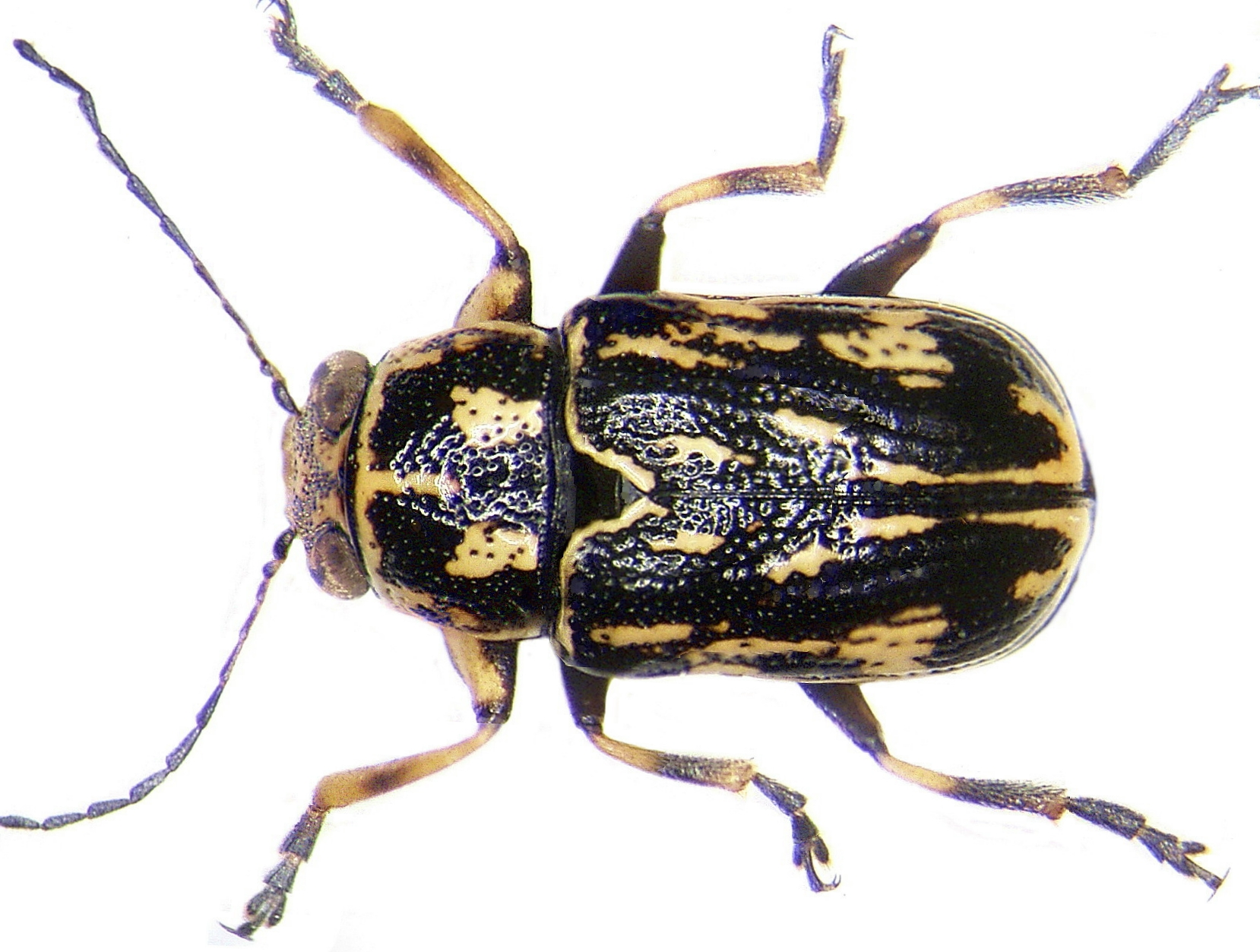

## Dottertaxa tillPachybrachis, i alfabetisk ordning[1][2]
- Pachybrachis abdominalis
- Pachybrachis alacris
- Pachybrachis alticola
- Pachybrachis analis
- Pachybrachis arizonensis
- Pachybrachis atomarius
- Pachybrachis badius
- Pachybrachis bajulus
- Pachybrachis bivittatus
- Pachybrachis brevicollis
- Pachybrachis brevicornis
- Pachybrachis brunneus
- Pachybrachis bullatus
- Pachybrachis caelatus
- Pachybrachis calcaratus
- Pachybrachis calidus
- Pachybrachis californicus
- Pachybrachis carolinensis
- Pachybrachis cephalicus
- Pachybrachis chaoticus
- Pachybrachis circumcinctus
- Pachybrachis coloradensis
- Pachybrachis confederatus
- Pachybrachis conformis
- Pachybrachis confusus
- Pachybrachis connexus
- Pachybrachis consimilis
- Pachybrachis conspirator
- Pachybrachis contractifrons
- Pachybrachis convictus
- Pachybrachis crassus
- Pachybrachis croftus
- Pachybrachis cruentus
- Pachybrachis cylindricus
- Pachybrachis delumbis
- Pachybrachis densus
- Pachybrachis desertus
- Pachybrachis dilatatus
- Pachybrachis discoideus
- Pachybrachis diversus
- Pachybrachis donneri
- Pachybrachis dubiosus
- Pachybrachis duryi
- Pachybrachis femoratus
- Pachybrachis fortis
- Pachybrachis fractus
- Pachybrachis fuscipes
- Pachybrachis gracilipes
- Pachybrachis haematodes
- Pachybrachis hector
- Pachybrachis hepaticus
- Pachybrachis hieroglyphicus
- Pachybrachis hybridus
- Pachybrachis illectus
- Pachybrachis immaculatus
- Pachybrachis impurus
- Pachybrachis insidiosus
- Pachybrachis integratus
- Pachybrachis jacobyi
- Pachybrachis lachrymosus
- Pachybrachis laevis
- Pachybrachis latithorax
- Pachybrachis liebecki
- Pachybrachis litigiosus
- Pachybrachis livens
- Pachybrachis lodingi
- Pachybrachis longus
- Pachybrachis luctuosus
- Pachybrachis luridus
- Pachybrachis lustrans
- Pachybrachis macronychus
- Pachybrachis marginatus
- Pachybrachis marginipennis
- Pachybrachis marmoratus
- Pachybrachis melanostictus
- Pachybrachis mellitus
- Pachybrachis mercurialis
- Pachybrachis microps
- Pachybrachis minor
- Pachybrachis mitis
- Pachybrachis m-nigrum
- Pachybrachis mobilis
- Pachybrachis morosus
- Pachybrachis nero
- Pachybrachis nigricornis
- Pachybrachis nobilis
- Pachybrachis nogalicus
- Pachybrachis notatus
- Pachybrachis nubigenus
- Pachybrachis nubilis
- Pachybrachis nunenmacheri
- Pachybrachis obfuscatus
- Pachybrachis obsoletus
- Pachybrachis osceola
- Pachybrachis othonus
- Pachybrachis parvinotatus
- Pachybrachis pawnee
- Pachybrachis peccans
- Pachybrachis pectoralis
- Pachybrachis petronius
- Pachybrachis picturatus
- Pachybrachis pinguescens
- Pachybrachis pinicola
- Pachybrachis placidus
- Pachybrachis pluripunctatus
- Pachybrachis postfasciatus
- Pachybrachis praeclarus
- Pachybrachis precarius
- Pachybrachis prosopis
- Pachybrachis proximus
- Pachybrachis pulvinatus
- Pachybrachis punctatus
- Pachybrachis puncticollis
- Pachybrachis punicus
- Pachybrachis purus
- Pachybrachis pusillus
- Pachybrachis quadratus
- Pachybrachis quadrioculatus
- Pachybrachis relictus
- Pachybrachis sanrita
- Pachybrachis signatifrons
- Pachybrachis signatus
- Pachybrachis snowi
- Pachybrachis sonorensis
- Pachybrachis spumarius
- Pachybrachis stygicus
- Pachybrachis subfasciatus
- Pachybrachis sublimatus
- Pachybrachis subvittatus
- Pachybrachis tacitus
- Pachybrachis texanus
- Pachybrachis thoracicus
- Pachybrachis tridens
- Pachybrachis trinotatus
- Pachybrachis truncatus
- Pachybrachis tumidus
- Pachybrachis turgidicollis
- Pachybrachis tybeensis
- Pachybrachis umbraculatus
- Pachybrachis uncinatus
- Pachybrachis uteanus
- Pachybrachis vacillatus
- Pachybrachis varians
- Pachybrachis varicolor
- Pachybrachis vau
- Pachybrachis wenzeli
- Pachybrachis vestigialis
- Pachybrachis wickhami
- Pachybrachis viduatus
- Pachybrachis virgatus
- Pachybrachis vulnerosus
- Pachybrachis xantholucens
- Pachybrachis xanti